# محمود أبو زيد (مصور صحفي)
محمود عبد الشكور أبو زيد المعروف باسم شوكان (من مواليد 1987) هو مصور صحفي مصري اعتقلته الحكومة المصرية في عام 2013.

## السيرة المهنية
ينتمي شوكان لأسرة من محافظة قنا، وعمل مصوراً لدى أكثر من وكالة عالمية. ووفقا لبي بي سي، فقد التقط العديد من الصور المهمة، التي جعلته من أهم 200 مصور صحفي حول العالم لدى الوكالة التي كان يعمل لصالحها عند اعتقاله.
أبو زيد هو مصور صحفي بدأ العمل لدى وكالة ديموتيكس للتصوير الفوتوغرافي في أبريل 2010. وخلال أحداث الإنقلاب العسكري في مصر التقط أبو زيد صورا للمتظاهرين ضد الانقلاب. ونشرت صوره في مجلة تايم، ذا صن، دي تسايت، وأيضا على موقع بي بي سي الإلكتروني.
اعتقل أبو زيد بتاريخ 14 أغسطس 2013 بينما كان يلتقط صورا لعملية فض اعتصام رابعة العدوية وبحلول نوفمبر 2015 كان قد أمضى سنتين وهو في الحبس الاحتياطي. وفي 26 مارس 2016 وُجهت له عدة تهم ونتيجة لذلك فإنه كان من الممكن أن يحكم عليه بالإعدام في حالة إدانته. وقالت منظمة العفو الدولية أنه خلال فترة سجنه «تعرض للتعذيب، كما أنه لا يتلقى الرعاية الصحية اللازمة له للعلاج من التهاب الكبد الوبائي سي».
وفي 4 من مارس 2019، أنهى شوكان حكما بالحبس بخمس سنوات، وظهرت مقاطع له وهو بصحبة أسرته في منزله وسيظل قيد المراقبة الشرطية لمدة خمس سنوات أخرى.

## الجوائز
في عام 2016، فاز هو وثلاثة صحفيين آخرين بالجائزة الدولية لحرية الصحافة «لمخطارتهم بحريتهم وحياتهم في سبيل تغطية الأحداث الإخبارية الخطيرة لمجتمعهم وللمجتمع العالمي»، على حد قول لجنة حماية الصحفيين.
وفي عام 2018 منحته اليونسكو الجائزة الدولية لحرية الصحافة وهو معتقل. وصدر تعقيب من وزارة الخارجية المصرية على منح اليونسكو الجائزة الدولية لحرية الصحافة إلى أبو زيد جاء فيه أن وزارة الخارجية تُعرب عن الأسف الشديد لتورط منظمة بمكانة ووضعية اليونسكو في تكريم شخص متهم بارتكاب أعمال إرهابية وجرائم جنائية -حسب وصف الخارجية المصرية-، وكلفت الخارجية مندوب مصر الدائم لدي اليونسكو في باريس بتسليم سكرتارية المنظمة ملفا حول مجمل الاتهامات المنسوبة إلى أبو زيد، وهي تهم ذات طابع جنائي بحت ليست لها أي دافع سياسي كما يدعي البعض، ولا تمت بصلة بممارسته لمهنة الصحافة أو حرية التعبير-حسب وصف الخارجية المصرية-. لكن وفقا لبي بي سي، قالت منظمات مدافعة عن حقوق الإنسان والصحفيين إن التهم الموجهة له «لا أساس لها وهو مجرد سجين رأي ويحاكم بسبب عمله الصحفي».